# Claire Windsor
Claire Windsor, nata Clara Viola Cronk (Cawker City, 14 aprile 1892 – Los Angeles, 23 ottobre 1973), è stata un'attrice statunitense del cinema muto.

## Biografia

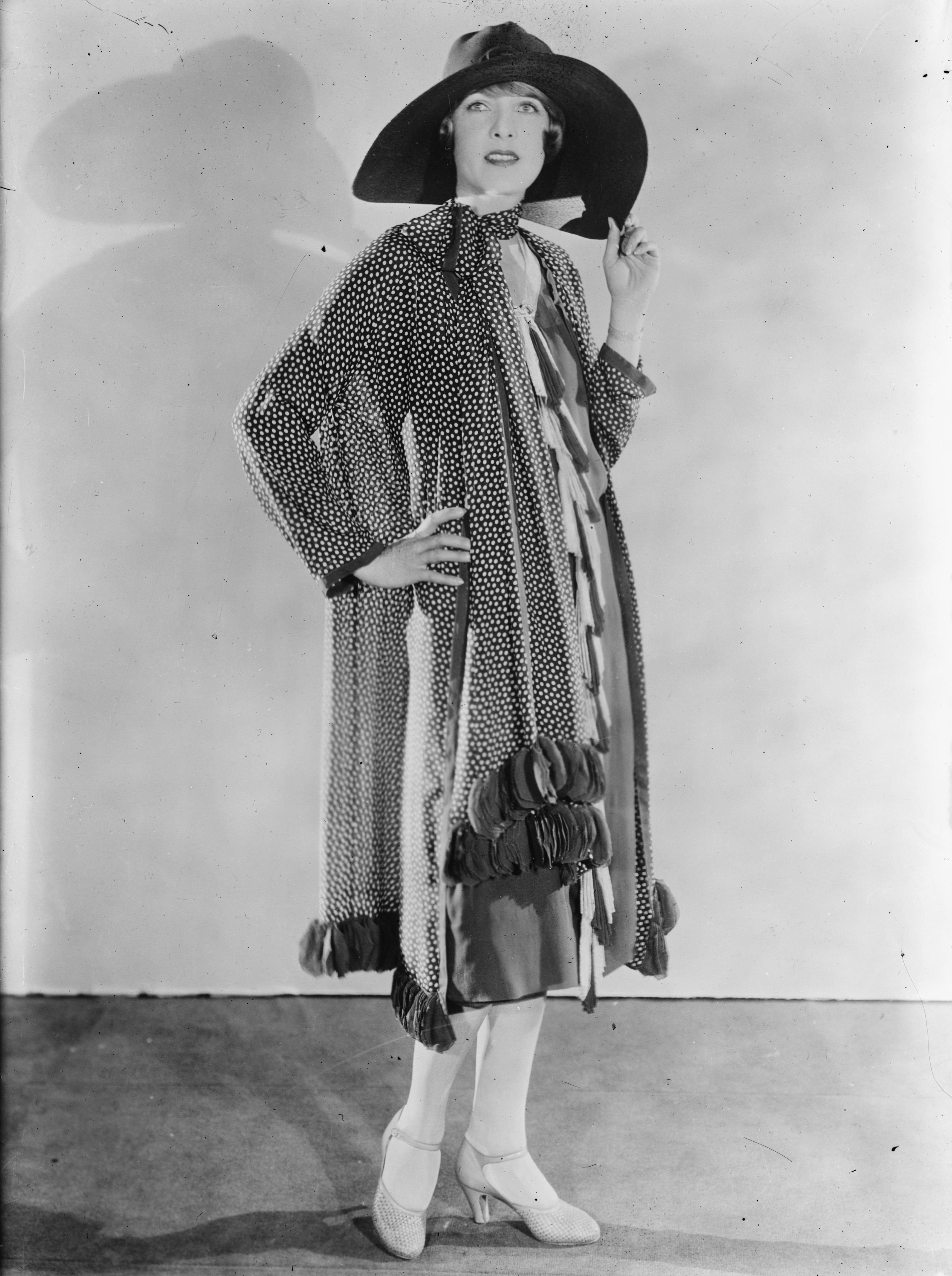
Foto della Library of Congress

Nata nel Kansas nel 1892, da George Edwin e da Rosella R. Fearing Cronk, Clara Viola, soprannominata Ola, era di discendenza scandinava. I suoi genitori, quando lei era ancora piccola, si trasferirono. Dal 1906 al 1907, la futura attrice studiò e visse a Topeka.
A 22 anni, nel 1914, si sposò con David Willis Bowes: dal matrimonio nacque un bambino, David William Bowes. Ma il matrimonio non resse e la coppia si separò quasi subito. Claire cambiò città e, con i genitori, andò a vivere a Seattle dove vinse un concorso di bellezza. Aspirando a una carriera di attrice, dietro consiglio di un amico, partì per la California. All'inizio ottenne solo delle particine come comparsa o figurante, ma venne notata da Lois Weber, potente regista e produttrice che lavorava per la Paramount e che la mise sotto contratto.
Ottenne una parte da protagonista in To Please One Woman, un film che venne oggi ricordato per essere uno tra gli esempi più importanti di cinema al femminile di quel periodo (il soggetto è firmato da una donna, la sceneggiatura, la regia e la produzione sono di Lois Weber). Ma, alla sua uscita, il successo della nuova attrice fu modesto. Per promuovere la giovane esordiente, la Paramount puntò a pubblicizzarla proponendola in coppia con Charlie Chaplin, fresco di divorzio: i due vennero fotografati insieme e la stampa ne parlò. La campagna pubblicitaria ebbe successo. Nel 1922, la Western Association of Motion Picture Advertisers (WAMPAS) assegnò un premio alle migliori attrici emergenti e Claire Windsor ottenne l'ambito riconoscimento insieme ad altre promesse dello schermo che diventeranno famose (nel gruppo ci sono Bessie Love, Colleen Moore e Pauline Starke).
L'ex Ola Cronk cambiò definitivamente nome diventando la più sofisticata Claire Windsor. Le vennero spesso assegnati ruoli di signora dell'alta società se non addirittura di principessa. Il suo modo di vestire e di presentarsi venne molto imitato, come esempio di raffinatezza. Nel 1924, l'attrice fu una delle dive più in vista della neonata MGM. Un suo film, girato per la Tiffany Pictures, Souls for Sables, ebbe un grande successo al botteghino.

### Cinema sonoro
Nei tardi anni venti, Claire Windsor, come molti altri colleghi, trovò grandi difficoltà nel passare dal muto al parlato. Negli anni trenta, girò alcuni film sonori, ma senza più riuscire a ritrovare il successo dei suoi film muti. Ebbe una breve esperienza teatrale insieme a Al Jolson, poi si ritirò dalle scene, dedicandosi alla pittura.

### Vita privata
Il nome di Claire Windsor fu spesso associato a quello dei suoi partner maschili. Ebbe una relazione molto pubblicizzata con l'attore Charles 'Buddy' Rogers e, nel 1925, si sposò con uno degli idoli dei matinée, Bert Lytell con il quale aveva girato il film Roberto di Hentzau. Due anni dopo, la coppia divorziò. L'attrice non si risposò mai più, ma ebbe qualche storia turbolenta riportata dalla stampa, come quella con un broker di Boston, la cui moglie la trascinò in tribunale per "alienazione di affetti", ovvero, per "averle rubato il marito".
Il 12 aprile 1943, prese legalmente il nome di Claire Windsor e suo figlio assunse quello di William Willis Windsor.
Morì per un attacco cardiaco nel 1972, all'età di 80 anni, a Los Angeles. Venne sepolta al Forest Lawn Memorial Park di Glendale, in California.

## Riconoscimenti
- WAMPAS Baby Stars (1922)
- Hollywood Walk of Fame (Star of Motion Pictures; 7021 Hollywood Blvd.; February 8, 1960)

## Galleria d'immagini

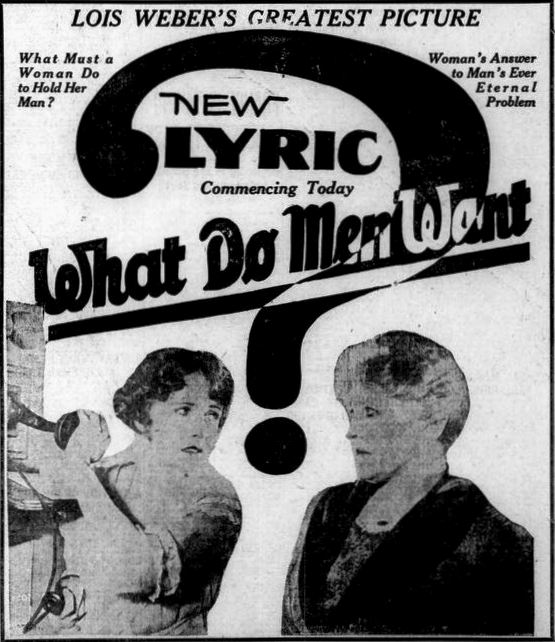
What Do Men Want? (1921)
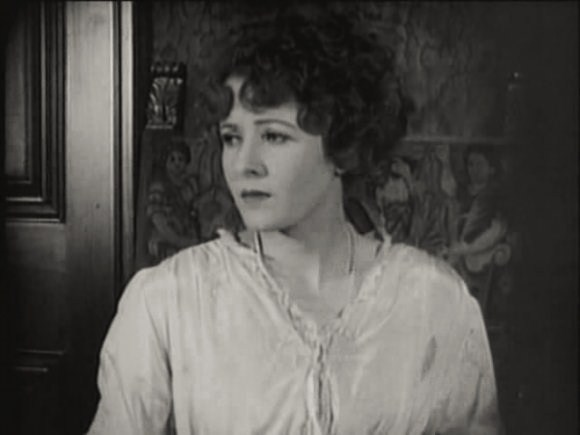
Too Wise Wives (1921)
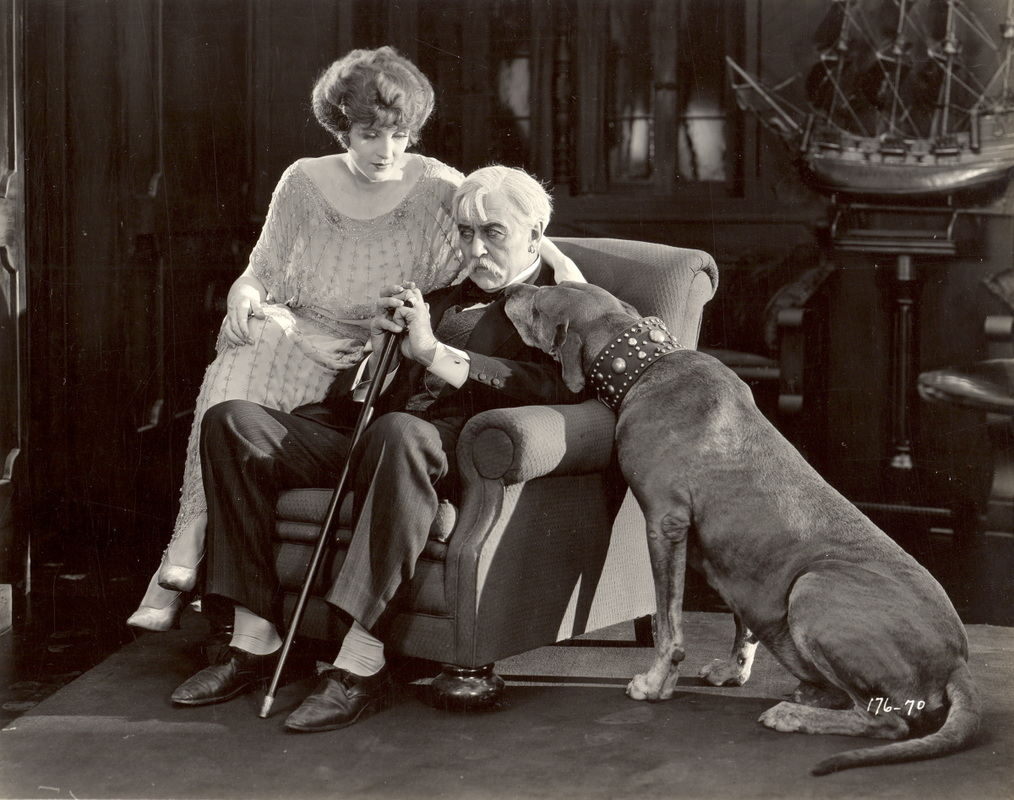
The Strangers' Banquet (1922)
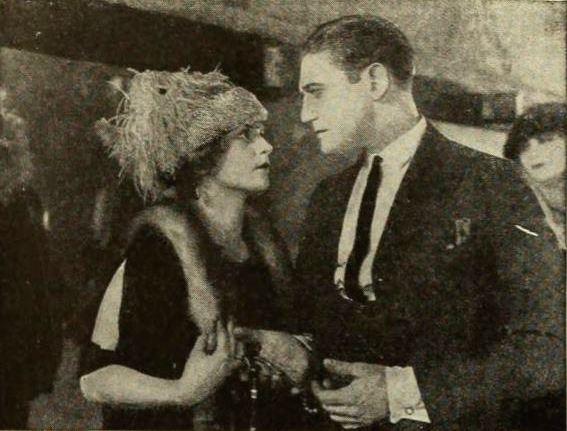
Fools First (1922)
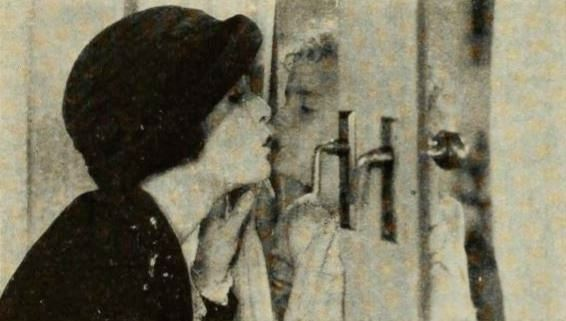
Rich Men's Wives (1922)

## Filmografia
La filmografia, secondo IMDb, è completa.
- The Pest, regia di Christy Cabanne (1919)
- Eyes of Youth, regia di Albert Parker (1919)
- La fortuna dell'irlandese (The Luck of the Irish), regia di Allan Dwan (1920)
- In the Heart of a Foo, regia di Allan Dwan (1920)
- To Please One Woman, regia di Lois Weber (1920)
- What's Worth While?, regia di Lois Weber (1921)
- Too Wise Wives, regia di Lois Weber (1921)
- The Raiders, regia di Nate Watt (1921)
- The Blot, regia di Lois Weber (1921)
- What Do Men Want?, regia di Lois Weber (1921)
- Dr. Jim, regia di William Worthington (1921)
- Grand Larceny, regia di Wallace Worsley (1922)
- Fools First, regia di Marshall Neilan (1922)
- One Clear Call, regia di John M. Stahl (1922)
- Rich Men's Wives, regia di Louis J. Gasnier (1922)
- Brothers Under the Skin, regia di E. Mason Hopper (1922)
- Broken Chains, regia di Allen Holubar (1922)
- The Strangers' Banquet, regia di Marshall Neilan (1922)
- Little Church Around the Corner, regia di William A. Seiter (1923)
- Souls for Sale, regia di Rupert Hughes - sé stessa (1923)
- Roberto di Hentzau (Rupert of Hentzau), regia di Victor Heerman (1923)
- The Eternal Three, regia di Marshall Neilan, Frank Urson (1923)
- The Acquittal, regia di Clarence Brown (1923)
- What Happened Next Door (1924)
- Nellie, the Beautiful Cloak Model, regia di Emmett J. Flynn (1924)
- A Son of the Sahara, regia di Edwin Carewe (1924)
- Venduta (For Sale), regia di George Archainbaud (1924)
- Born Rich, regia di William Nigh (1924)
- The Dixie Handicap, regia di Reginald Barker (1924)
- The Denial, regia di Hobart Henley (1925)
- The White Desert, regia di Reginald Barker (1925)
- Just a Woman, regia di Irving Cummings (1925)
- The Lady Who Lied, regia di Edwin Carewe (1925)
- Souls for Sables, regia di James C. McKay (1925)
- 1925 Studio Tour documentario - sé stessa (1925)
- Screen Snapshots No. 2 documentario - sé stessa (1925)
- Dance Madness, regia di Robert Z. Leonard (1926)
- Money Talks, regia di Archie Mayo (1926)
- Tin Hats, regia di Edward Sedgwick (1926)
- A Little Journey, regia di Robert Z. Leonard (1927)
- The Claw, regia di Sidney Olcott (1927)
- The Frontiersman, regia di Reginald Barker (1927)
- The Bugle Call, regia di Edward Sedgwick (1927)
- Foreign Devils, regia di W. S. Van Dyke (1927)
- Blondes by Choice, regia di Hampton Del Ruth (1927)
- The Opening Night, regia di Edward H. Griffith (1927)
- Satan and the Woman, regia di Burton L. King (1928)
- Nameless Men, regia di Christy Cabanne (1928)
- The Grain of Dust, regia di George Archainbaud (1928)
- Domestic Meddlers, regia di James Flood (1928)
- Fashion Madness, regia di Louis J. Gasnier (1928)
- Maschere di celluloide (Show People), regia di King Vidor (1928)
- Avventura d'alto bordo (Captain Las), regia di John G. Blystone (1929)
- Midstream, regia di James Flood (1929)
- Self Defense, regia di Phil Rosen (1932)
- Sister to Judas, regia di E. Mason Hopper (1932)
- Hollywood on Parade No. A-5, regia di Louis Lewyn - sé stessa (1932)
- The Constant Woman, regia di Victor Schertzinger (1933)
- Kiss of Araby, regia di Phil Rosen (1933)
- Cross Streets, regia di Frank R. Strayer (1934)
- La via dell'impossibile (Topper), regia di Norman Z. McLeod (1937)
- Barefoot Boy, regia di Karl Brown (1938)
- Meet the Stars#2: Baby Stars, regia di Harriet Parsons - sé stessa (1941)
- How Doooo You Do!!!, regia di Ralph Murphy - sé stessa (1945)

### Filmati d'archivio
- Hollywood Without Make-Up, regia di Rudy Behlmer, Loring d'Usseau e Ken Murray (non accreditato) (1963)
- Zelig, regia di Woody Allen (1983)